# Daniel Nunoo
Daniel Nunoo (* 20. August 2006) ist ein ghanaischer Fußballspieler.

## Karriere
Nunoo begann seine Karriere beim Shooting Stars FC. Im September 2024 wechselte er zum österreichischen Bundesligisten SK Rapid Wien, bei dem er einen bis 2026 laufenden Vertrag erhielt. Bei Rapid sollte er zunächst für die Reserve spielen.
Sein Debüt für Rapid II in der 2. Liga gab Nunoo dann im November 2024, als er am 13. Spieltag der Saison 2024/25 gegen den FC Liefering in der 60. Minute für Jovan Živković eingewechselt wurde. Im Januar 2025 rückte er in den Bundesligakader Rapids.